# Is Matrimony a Failure?

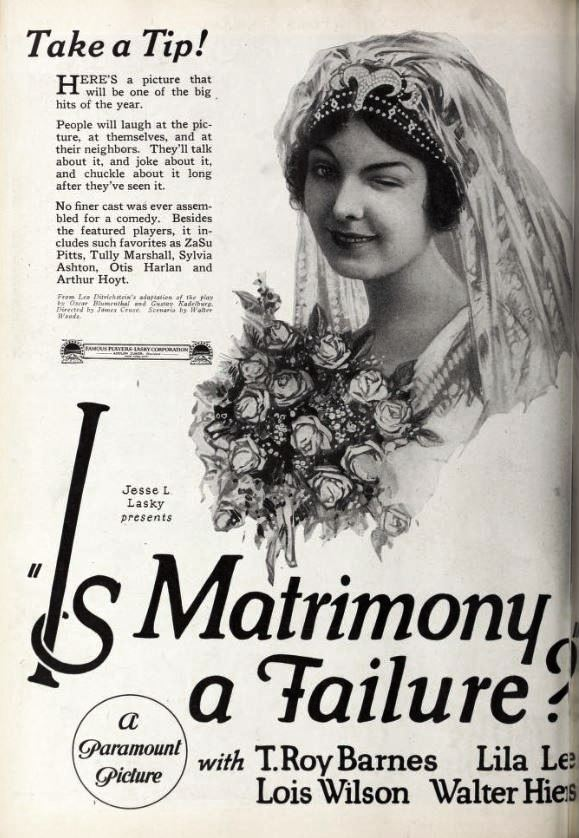
Anunci de la pel·lícula aparegut el 22 d'abril de 1922 a Exhibitors Herald (pàg. 14).

Is Matrimony a Failure? és una pel·lícula muda de la Famous Players-Lasky dirigida per James Cruze i protagonitzada per Lila Lee, T. Roy Barnes i ZaSu Pitts, entre d'altres. Basada en la farsa teatral “Die Thür ins Freie” d’Oscar Blumenthal i Gustav Kadelburg (1908) i adaptada al públic nord-americà per Leo Ditrichstein (1909), la pel·lícula es va estrenar el 16 d’abril de 1922. Es considera una pel·lícula perduda.

## Argument
L’aniversari de les noces de plata del senyor i la senyora Saxby és interromput per la fuga de la seva filla Margaret amb Arthur Haviland, un empleat de banca. Dudley King, un estudiant de dret i pretendent rival de Margaret, anuncia que el secretari que tramita les llicències matrimonials està de vacances i que per tant la llicència obtinguda pels fugats no és vàlida. Truca el propietari de l’hotel on la parella planeja passar la lluna de mel explicant la situació i Arthur i Margaret, indignats, es veuen obligats a tornar a casa.
Exigint una explicació del secretari adjunt, Arthur s'assabenta que tots els matrimonis celebrats al novembre durant els darrers 30 anys són nuls perquè el secretari no ha realitzat el jurament i, en conseqüència, moltes llars es dissolen. Després d’haver guanyat la llibertat, els marits no la gaudeixen i, quan torna el secretari de la llicència, declara legals tots els matrimonis. Arthur rescata la seva núvia just quan King està a punt d’endur-se-la i comença la rutina matrimonial.

## Repartiment
- T. Roy Barnes (Arthur Haviland)
- Lila Lee (Margaret Saxby)
- Lois Wilson (Mabel Hoyt)
- Walter Hiers (Jack Hoyt)
- ZaSu Pitts (Mrs. Wilbur)
- Arthur Hoyt (Mr. Wilbur)
- Lillian Leighton (Martha Saxby)
- Tully Marshall (Amos Saxby)
- Adolphe Menjou (Dudley King)
- Sylvia Ashton (Mrs. Pearson)
- Charles Stanton Ogle (Pop Skinner)
- Ethel Wales (Mrs. Skinner)
- Sidney Bracey (director del banc)
- William Gonder (policia)
- Lottie Williams (criada)
- Dan Mason (Silas Spencer)
- William H. Brown (Chef
- Robert Brower (encarregat de les llicències)